# Glaubhaftmachung
Glaubhaftmachung bedeutet im deutschen Verfahrensrecht ein herabgesetztes Beweismaß. Der Richter – oder der zuständige Bearbeiter im Verwaltungsverfahren – muss nicht vollständig von der Richtigkeit einer Tatsachenbehauptung überzeugt sein. Es genügt, wenn die Behauptung überwiegend wahrscheinlich erscheint. Es kann damit zur Glaubhaftmachung genügen, wenn ein plausibler, das heißt in sich widerspruchsfreier und nachvollziehbarer Sachverhalt vorgetragen wird, wenn nach den Gesamtumständen und der Lebenserfahrung eine überwiegende Wahrscheinlichkeit für die behaupteten Tatsachen gegeben ist.

## Zivilprozessrecht
Die Zivilprozessordnung lässt die Glaubhaftmachung in bestimmten Fällen zu, insbesondere bei der einstweiligen Verfügung, und befreit damit von der Einhaltung der Beweisformen des Strengbeweises (Zeuge, Sachverständiger, Urkunde, Augenschein und Parteivernehmung) sowie der damit verbundenen Förmlichkeiten. Deshalb kann der Beweisführer sich auch auf eine eidesstattliche Versicherung – sogar seine eigene – stützen (§ 294 Abs. 1 ZPO).
Andererseits ist bei der Glaubhaftmachung die Beweisaufnahme auf präsente Beweismittel beschränkt, so dass beispielsweise nicht durch Bezeichnung abwesender Zeugen oder den Antrag auf Einholung eines Sachverständigengutachtens glaubhaft gemacht werden kann (§ 294 Abs. 2 ZPO: „Eine Beweisaufnahme, die nicht sofort erfolgen kann, ist unstatthaft“).

## Sozialverwaltungsverfahren
Im Verfahren nach dem Sozialgesetzbuch ist eine Tatsache dann als glaubhaft anzusehen, wenn ihr Vorliegen nach dem Ergebnis der Ermittlungen, die sich auf sämtliche erreichbaren Beweismittel erstrecken sollen, überwiegend wahrscheinlich ist (§ 23 SGB X). Anders als in den anderen allgemeinen Verfahrensgesetzen gibt es damit für das Sozialverfahrensrecht eine gesetzliche Definition der Glaubhaftmachung. Übereinstimmend mit § 23 SGB X ist die Glaubhaftmachung in § 3 WGSVG (Gesetz zur Regelung der Wiedergutmachung nationalsozialistischen Unrechts in der Sozialversicherung) definiert.

## Europarecht
Im Bereich des europarechtliche Vorgaben umsetzenden Rechtes kommt ein anderer autonomer Glaubhaftmachungsbegriff zur Anwendung, so etwa im arbeitsrechtlichen Diskriminierungsverbot, § 611 a Abs. 1 S. 3 BGB a. F. bzw. § 22 AGG.